# Słoty
Słoty – część wsi Czerwona Wola w Polsce położona w województwie podkarpackim, w powiecie przeworskim, w gminie Sieniawa, w sołectwie Czerwona Wola
W latach 1975–1998 miejscowość położona była w województwie przemyskim.
Słoty są położone w lesie, w pobliżu drogi DW 870 i obejmują 11 domów.